# نومانا
نومانا (به ایتالیایی: Numana) یک کومونه در ایتالیا است که در استان آنکونا واقع شده‌است.

## خصوصیات
نومانا ۱۰٫۷۴ کیلومترمربع مساحت و ۳٬۸۷۵ نفر جمعیت دارد و ۹۶ متر بالاتر از سطح دریا واقع شده‌است.

## خواهرخوانده
شهر Ostra Vetere خواهرخواندهٔ نومانا هست.